# Białołęka
Białołęka è una frazione di Varsavia, situata nella parte settentrionale della città.

## Storia
La frazione fu fondata nel 1425 ed apparteneva alla famiglia Gołyński. Nel 1938 Białołeka contava 900 abitanti ed era parte integrante del comune contermine di Bródno. È, in termini di superficie, il più grande quartiere della città dopo Waver. Pur essendo caratterizzato da un rapido sviluppo dell'urbanesimo e da una costante espansione (una su sei abitazioni costruite di recente in Polonia si trova qui), è la frazione più verde di Varsavia.
Nel 1994, con la legge sulla nuova divisione territoriale della capitale, Białołeka cambiò nome in municipalità di Warszawa-Białołeka. Nel 2002 furono ulteriormente cambiate le ripartizioni territoriali, sostituendo le municipalità di Varsavia con delle frazioni.